# Nikola Kordić
Nikola Kordić (Grljevići Ljubuški, 16. ožujka 1897. – Vitina, 4. studenoga 1947.) je hrvatski i bosanskohercegovački  pjesnik. 

## Životopis
Osnovnu školu završio je na Čerinu, tri razreda Franjevačke gimnazije na Širokom Brijegu. Tijekom rata je unovačen i odlazi na ratište. Nakon povratka s bojišta ostaje na očevu imanju i prekida školovanje. Vraćajući se jedne noći iz Vitine u svoje selo, gubi život u nerazjašnjenim okolnostima.

## Djela
- Čuvari (pjesme, 1925.)
- Prvi kralj Tomislav (pjesme, 1925.)
- Hrvatski mučenici (pjesme, 1929.)
- Ujaci (pjesme, 1927.)
- Dobrota duvanara (pjesme)
- Otac sirotinje (pjesme, 1932.)
- Kroz 90 godina (pjesme, 1936.)
- Mane našega sela (pjesme)
- Sa suzom ti pišem život, borče-fra Didače, sirotinje oče (pjesme, 1938.)
- Ramski mučenici (pjesme, 1939.)

## Vanjske poveznice
- N. Kordić u Kršnom zavičaju
- Vladimir Lončarević: [http://gkonline.info/test/feljton_2011_18-20.pdf Nikola Kordi ć- seljak

pjesnik kršnoga zavičaja]  Arhivirana inačica izvorne stranice od 3. rujna 2014. (Wayback Machine), Glas Koncila, 3. travnja 2011., str. 21